# Liliane von Rönn
Liliane von Rönn (* 7. Juli 1949 in Saarbrücken) ist eine deutsche Domina, Prostituierten- und Frauenrechtlerin. 
Rönn besuchte von 1964 bis 1967 die Pflegevorschule in Düsseldorf, von 1967 bis 1968 absolvierte sie ein Praktikum in einem Kinderheim. Danach studierte sie bis 1970 Sozialpädagogik, ohne Abschluss. Nachdem sie zwei Jahre in gastronomischen Betrieben gearbeitet hatte, entschied sie sich 1972 dafür, als Domina zu arbeiten, und begann in der Herbertstraße in Hamburg ein Arbeitsverhältnis. 1979 eröffnete sie ihr eigenes Studio. 
Nach dem Mord an einer Kollegin durch einen Mann, der sich einbildete, sich durch eine Prostituierte mit HIV infiziert zu haben, und diese wahllos erschoss, wurde sie im April 1987 Mitbegründerin der Solidarität Hamburger Huren (SHH), um gegen die Diskriminierung von Prostituierten und deren Umfeld anzugehen. Rönn veranstaltet im Rahmen der SHH Kongresse und hält Vorlesungen zum Thema. 